# 古関金子
古関 金子（こせき きんこ、1912年（明治45年）3月6日 - 1980年（昭和55年）7月23日）は、日本の声楽家、詩人。旧姓、内山。夫は、作曲家の古関裕而。

## 生涯

### 結婚前
1912年（明治45年）、内山安蔵・みつの六女として、愛知県渥美郡高師村（現・豊橋市）に生まれる。家族は、長兄と女性10人（うち、長女・次女・三女・八女は早世）。父・安蔵は、豊橋市に駐屯していた陸軍第十五師団に蹄鉄・馬具・蹄油などの物資を納入する「内山安蔵商店」を営んでいたが、金子が12歳の時（1924年（大正13年）10月3日）に死去。その後は母親が家業を引き継ぎ、子育てをした。
金子は、幼い頃からお転婆で、音楽と文学が好きでオペラ歌手を目指していたという。長兄の内山勝英は、満州に渡り、その地で事業を起こしていた。金子は、1928年（昭和3年）に豊橋高等女学校（現・豊橋東高等学校）を卒業後、「女人芸術」に参加、中部地方委員になる。満州の兄のところにも遊びに行ったが、帰国の際に乗船した客船・ばいかる丸が座礁し、沈没。金子は一時、死も覚悟した。
1930年（昭和5年）1月、金子は「福島の無名の青年が国際作曲コンクールで入賞。」という新聞記事を読み、素晴らしい人がいるものだと感心し、持ち前の行動力から、すぐにその青年古関裕而に手紙を書き、ふたりの遠距離恋愛が始まる。ただし、当時の報道では作曲懸賞で二等受賞とされたものの、「二等受賞」は誤報であり実際には国際音楽祭（国際現代音楽協会主催）での「入選漏れ」の可能性が高いと考えられている。古関裕而は、自分と金子の関係を作曲家ローベルト・シューマンとその妻クララになぞらえて、金子を自分の音楽活動のパートナーとして共に生きる夢を描いていた。わずか3か月の恋愛期間に、金子の詩「きみ恋し」に曲をつけたり、オーケストラ13曲、歌謡曲10曲、室内楽3曲、計26曲を創作、「そのすべてを『私のクララ』であるあなたに捧げます」とラブレターの中にも書いている。
同じ時期に、金子は家計を助けるために、知人の紹介で、名古屋の雑誌発行人のもとで、雑誌の編集の手伝いを住み込みで始め、同時に声楽教師について、歌の勉強を始めている。

### 結婚とその後
古関は、その年の6月に、金子に会いに豊橋まで来訪、金子は古関について福島に行き、そのまま結婚する。その秋には日本コロムビアの招きで2人は上京した。古関裕而は日本コロムビアの専属作曲家となり、2人は杉並町阿佐谷の金子の長姉・富子の家に寄寓した。2人は翌1931年（昭和6年）2月9日に入籍し、同年5月19日に結婚式を挙げた。
1931年4月、金子は帝国音楽学校声楽部本科に編入、そこでベルトラメリ能子（よしこ）に師事し、本格的に声楽の勉強を始める。当時一緒に声楽を学んでいた中に伊藤久男、葦原邦子もいた。この頃、姉の家から帝国音楽学校にほど近い世田ヶ谷町代田（だいた）に2人で転居している。
金子の声楽の才能は抜きん出ていて、その声は中山晋平にも絶賛されたという。
1931年12月の長女の出産 を機に学校を中退したが、1934年（昭和9年）に二女を出産したのちに声楽の勉強を再開した。ベルトラメリ能子の門下生の中では一番弟子で、『カヴァレリア・ルスティカーナ』（神宮寺雄三郎と共演）、『アイーダ』、『トスカ』などの舞台を踏んだ。1940年（昭和15年）、ベルトラメリ能子が鎌倉に移住するとその師のディーナ・ノタルジャコモに師事。戦前のオペラ、オペレッタにも出演したが、戦争激化でその機会も減少した。1945年（昭和20年）、東京空襲が激しくなると、2人の娘を6月に福島市に、7月に福島県信夫郡飯坂町の知人宅の二階堂魚店に疎開させた。金子は1945年7月中旬に腸チフスに罹り、8月10日まで福島市内の病院に入院した。

### 戦後
戦後しばらくは裕而と2人の娘とともに疎開先である飯坂町の二階堂魚店に寄寓していたが、1945年11月に代田の自宅に戻った。翌1946年（昭和21年）7月10日に長男・正裕（音楽家）を出産。1949年から1950年にわたり放送された古関作曲の3篇の放送オペラ『朱金昭』（チュウ・チン・チョウ）、『トウランドット』、『チガニの星』（東郷静男の台本、近江浩一の演出、共演者に藤山一郎、山口淑子、栗本正）などに出演。1958年、「婦人文芸」に参加、のちに委員となる。詩や随筆を寄稿。1961年（昭和36年）、古関と共にヨーロッパ、中近東へ海外旅行。1965年（昭和40年）、詩誌『あいなめ』の同人となり、それまでの作品をあいなめ会からまとめて刊行するきっかけとなる。また、株取引にも長け、婦人トレーダーとして証券業界に名が知られていた。1971年（昭和46年）に油絵の裸婦像『揺炎』が新槐樹社展（東京都美術館）に入選した。
1976年（昭和51年）に乳がんが発見され、日本赤十字社医療センター、東京大学医学部附属病院、国立がんセンターに入院。がんが全身に転移したため、1980年（昭和55年）7月23日に68歳で死去した。墓所は春秋苑（神奈川県川崎市多摩区南生田）。

### 没後
金子と夫・古関裕而の半生を題材とするNHK連続テレビ小説『エール』が2020年（令和2年）3月30日から同年11月27日にかけて放送された。金子をモデルとするヒロイン・関内音役は、オーディションを経て応募者2802人の中から選ばれた二階堂ふみ（子供時代・清水香帆）が演じた。
古関裕而の出身地・福島市ではかねてから連続テレビ小説の誘致活動が展開されており、そこに金子の出身地・豊橋市に協力が要請され、
両市が連携 してNHKに要望して、東京オリンピック・パラリンピックの開催が予定されていた2020年に連続テレビ小説放映が実現した。ただ、福島市から要請があった当時、豊橋市での金子の知名度は低かったという。NHK「エール」にちなんで、豊橋市図書館中央図書館2階、展示コーナーで「内山金子とその時代展」が、2020年4月4日（土）から同年6月23日（火）に開催された。

## 作品
- 『極光-詩集』（跋 金子光晴、あいなめ叢書） あいなめ会、1969年